# یواس‌اس بولهد (اس‌اس-۳۳۲)
یواس‌اس بولهد (اس‌اس-۳۳۲) (به انگلیسی: USS Bullhead (SS-332)) یک زیردریایی بود که طول آن ۳۱۱ فوت ۹ اینچ (۹۵٫۰۲ متر) بود. این زیردریایی در سال ۱۹۴۴ ساخته شد.